# 耀西的萬有引力
《耀西的萬有引力》是Artoon開發、任天堂發行的平台遊戲，對應Game Boy Advance平台，並利用卡匣裏設置的特殊感應器，使用傾斜方式進行遊戲。遊戲2004年在日本首發，2005年先後在歐洲和北美發行。
遊戲在Metacritic上的得分為60/100。